# File Transfer Protocol

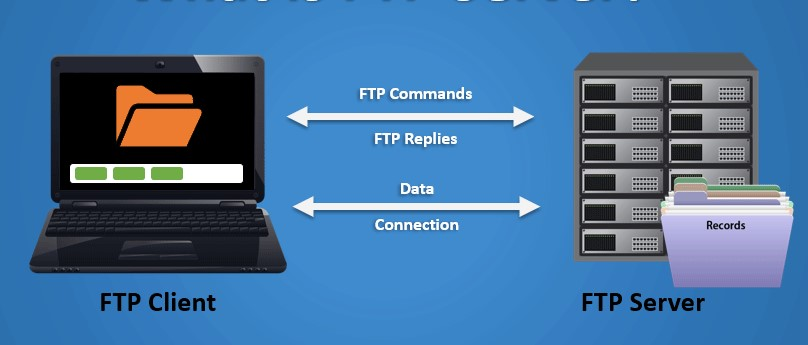
Cum funcționează FTP

Protocolul pentru transfer de fișiere (sau FTP, din engl. File Transfer Protocol) este un protocol (set de reguli) utilizat pentru accesul la fișiere aflate pe servere din rețele de calculatoare particulare sau din Internet. FTP este utilizat începând de prin anul 1985 și actualmente este foarte răspândit. Numeroase servere de FTP din toată lumea permit să se facă o conectare la ele de oriunde din Internet, și ca fișierele plasate pe ele să fie apoi transferate (încărcate sau descărcate). Webul nu aduce aici mari schimbări, ajută doar ca obținerea fișierelor să se realizeze mai ușor, având o interfață mai prietenoasă decât aplicațiile (programele) de FTP.
Este posibil să se acceseze un fișier local prin adresa sa URL, ca și la o pagină de Web, fie utilizând protocolul "file" (fișier), fie pur și simplu utilizând calea și numele fișierului. Această abordare este similară utilizării protocolului FTP, dar nu necesită existența unui server. Desigur funcționează numai pentru fișiere locale.